# Ida Telland
Ida Karolina Telland, född Söderqvist den 29 maj 1869 i Ljusnarsberg, död 5 november 1936 i Lindesberg, var en svensk fotograf och donator. Hon var verksam som fotograf i Lindesberg och Kopparberg i slutet av 1800-talet. Hon blev även känd för sina stora donationer till Lindesbergs stad, bland annat Adolf Jonssons fontän Leda och svanen på Rådhustorget.

## Biografi
Ida Telland var dotter till Nils Söderqvist och hans hustru Anna Christina, född Adler. Familjen bodde då i Sundbo, i Ljusnarsbergs församling. Året därpå föddes sonen Axel och i början av 1864 fick makarna ytterligare en son som emellertid dog redan efter tre veckor. Fadern Nils Söderqvist var en känd och efterfrågad byggmästare i Bergslagen. I mitten av 1870-talet flyttade Nils Söderqvist och hans familj till Lindesberg, där de övertog en gård som tidigare ägdes av brukspatronen Erik Elzwik. Det stora, vinkelbyggda huset, som innehöll 17 rum, var nästan helt oförändrat sedan slutet av 1700-talet. Nils Söderqvist såg till att huset fick en mer tidsenlig utformning.

### Fotografi
Ida Telland blev tidigt intresserad av fotografering och arbetade först som assistent till fotografen August Wahlström som vid denna tid var verksam i Lindesberg och Kopparberg. Ungefär samtidigt som Wahlström flyttade till Falun 1880 blev hon delägare i firman och Nils Söderqvist valde då att bygga en fotoateljé på sin egen mark för dotterns verksamhet. Senare tillkom en ateljé i Grängesberg, även den byggd av fadern.
Verksamheten fortsatte att drivas under namnet Wahlström & Söderqvist Fotografiatelier, men efter några år övertogs firman helt av Ida Telland. Kompanjonen August Wahlström hade då blivit ordentligt etablerad i Falun. Med tiden blev Ida Telland och hennes fotoateljé något av en institution i Bergslagen. Det var hit folk sökte sig för att bli fotograferade, gärna tillsammans med familjen eller sina närmaste vänner. Periodvis fanns det andra fotografer i staden, men ingen förblev verksam lika länge. Under sina drygt 30 år som yrkesfotograf tog Telland bilder på mängder av människor och miljöer i Bergslagen. Dessutom fick många blivande fotografer prova på yrket genom att arbeta som fotoelever och assistenter till Ida Telland.
År 1896 drabbades Nils Söderqvist av en stroke som gjorde honom delvis förlamad i höger sida, och året därpå avled hans hustru Anna Christina Adler efter nästan 40 års äktenskap. Det stora hemmet sköttes av flera pigor och en hushållerska, och fadern fick varje dag hjälp av en sjuksköterska, men det var Ida Telland som fick axla ansvaret för gården. Hon kunde ägna allt mindre tid åt fotoateljén, som istället sköttes av fotografen Oskar Herman Landelius.

### Donator och eftermäle
När byggmästaren Nils Söderqvist avled 1905 var han en förhållandevis rik man. Bouppteckningen visade en behållning på 26 525 kronor, vilket idag skulle motsvara cirka 1,6 miljoner kronor. Den samlade förmögenheten, inklusive det stora bostadshuset, ärvdes av dottern Ida Telland, vars syskon hade avlidit i unga år.
Efter faderns död fortsatte Ida Telland ännu några år med sin fotoateljé, men 1911 bestämde hon sig för att sälja firman. Köpare var Ingeborg Welin som under något år varit anställd i ateljén och nu ville överta verksamheten. År 1912 var Ida Telland, fortfarande med efternamnet Söderqvist, alltså en välbärgad ungmö utan förpliktelser till föräldrar eller fotofirma. Många trodde säkert att hon, liksom många andra, skulle sälja gården och flytta till Stockholm. Men så blev det inte alls. Vid 52 års ålder gifte hon sig med Adolf Telland, en pensionerad disponent från Värmland. Han var då änkling sedan några år tillbaka.
Äktenskapet tycks ha varit ovanligt lyckligt. Den pensionerade disponenten fann sig väl tillrätta hos sin förmögna hustru och makarna verkar tidigt ha inrättat sig efter ett stillsamt liv i den stora gården. Det berättas att Adolf och Ida Telland mest intresserade sig för sin trädgård med dess många fruktträd. En apa och ett antal burfåglar fanns också i det Tellandska hemmet under några år.
I början av 1930-talet valde Ida Telland att avskilja två tomter från den stora trädgården. Den ena tomten köptes av en trävarufabrikör och den andra fick Lindesbergs församling (nuvarande Linde bergslags församling) överta gratis för att kunna bygga ett församlingshem. Detta invigdes av biskop Einar Billing den 30 oktober 1932. Församlingen hade verksamhet där till 1994 då ett nytt församlingshem togs i bruk på platsen för den tidigare prostgården.
Det skulle snart visa sig att Ida Telland hade fler gåvor i beredskap för sin hemstad. I sitt testamente donerade hon stora summor till bland annat en fond för gamla, sjuka och medellösa personer samt föräldralösa barn i staden. Fornminnesvården skulle också få en del av arvet för att kunna skapa ett museum. Men mest uppmärksamhet väckte hennes löfte att skänka Lindesberg en stor fontän.
Staden tog tacksamt emot gåvan och man anlitade skulptören Adolf Jonsson, som skapade en fontän med tre bronsfigurer. Centralfiguren föreställer en kvinna, Leda, som betvingar svanen. En annan grupp består av en delfin, en amorin och ett par duvor. Den tredje gruppen består av en stor sköldpadda som leds av en amorin. Bronsfigurerna är samlade i ett stort kar av granit. Konstverket invigdes den 23 december 1934 av borgmästare Magnus Sjölin. Många människor fanns på plats trots den kyliga årstiden, bland annat den dåvarande landshövdingen Bror Hasselrot. Den 74-åriga donatorn var också närvarande och hyllades för sin förnämliga gåva till staden.
Vid den här tiden var Ida Telland änka sedan maken avlidit 1934. Parets bostad, som numera brukar kallas Tellandska gården, övertogs så småningom av Lindes Fornminnesförening. Byggnaden renoverades inför Lindesbergs 300-årsjubileum 1943 och användes därefter under många år som stadens museum. Idag är Tellandska gården åter privatägd och har genomgått en varsam renovering.
Ida Tellands livsgärning har i högsta grad gjort avtryck i Lindesberg. Den fantasifulla fontänen Leda och svanen pryder fortfarande Rådhustorget och Tellandska gården, som hon vårdade ömt under sin livstid, står kvar.
Men framförallt har Ida Telland efterlämnat en stor mängd glasplåtar, som numera förvaras på Lindesbergs kulturhistoriska arkiv. Här kan man idag se personporträtt, stadsmiljöer och vyer från ett svunnet Bergslagen; unika historiska dokument som Ida Telland förevigat till glädje för efterkommande generationer.
Ida Telland avled 1936, 76 år gammal. Hon och hennes make är begravda på Bergskyrkogården i Lindesberg. I samma grav finns även Ida Tellands föräldrar samt brodern Axel.